# Rojenice (Jalen)
Rojenice so neobjavljeno dramsko delo pisatelja Janeza Jalna.

## Vsebina
Okvirno naj bi bila to pravljična igra, saj naj bi se dogajanje odvijalo v planini pod Triglavom v starih pravljičnih časih. V igro je sicer vpletena zgodba o Zlatorogu in belih ženah, dejansko pa v zgodbi, ki naj bi se godila v poznih turških časih, poudarja domoljubje, svari pred vsiljivimi tujci, ki jih v igri zastopajo vsiljivi italijanski fužinarji, in poudarja lepoto slovenskih gora.
Dramsko dejanje nosi ljubezenska zgodba v katero so vpleteni lovec Miha, planšarica Neža, bogatinova hči Tilka in njen brat Gregor. Sklepno dejanje je pretežno žalostno, saj se Miha ubije, ko hiti v triglavske strmine. Tilka, ki naj bi bila kriva njegove smrti, se kesa in se za pokoro odpravi v samostan. Neža pa ob mrtvem lovcu od žalosti umre.
Drama je zgrajena iz štirih dejanj. Vsako dejanje nosi naslov in sicer si naslovi vrstijo: Noč, Jutro, Dan, Večer.

## Uprizoritve
Igro Rojenice je Jalen podnaslovil pravljična igra izpod Triglava. Krstno predstavo je doživela v Stari Loki dne 26. junija 1936 na predvečer blagoslovitve novega prosvetnega doma. Jeseni istega leta pa so jo uprizorili na Jesenicah. Njegov rokopis nosi datum 5. avgust 1936, kar kaže na to, da je Jalen igro po uprizoritvi v Stari Loki še dopolnjeval in popravljal. Kljub dvema uprizoritvama pa se Jalen ni odločil za samozaložbo.